# 小行星69263
小行星69263（69263 Big Ben）是一颗绕太阳运转的小行星，为主小行星带小行星。该小行星于1987年1月19日发现。
該小行星以英國倫敦的大笨鐘命名。

## 轨道参数
小行星69263的轨道半长轴为344 445 144 km，2.3024408 UA，离心率为0.182。